# محوطه کلات باتک
محوطه کلات باتک در شهرستان سرباز، بخش سرباز، دهستان سرباز، ۲۰۰ متری غرب روستای باتک واقع شده و این اثر در تاریخ ۲۷ اسفند ۱۳۸۶ با شمارهٔ ثبت ۲۲۶۹۸ به‌عنوان یکی از آثار ملی ایران به ثبت رسیده است.